# Championnat d'Allemagne de football 1909-1910
Navigation
Meisterschaft
(Verbandsligen)
1908-1909 Meisterschaft
(Verbandsligen)
1910-1911
La saison 1909-1910 du Championnat d'Allemagne de football était la 8e édition de la première division allemande.
Neuf clubs participent à la compétition nationale, il s'agit des clubs champions de 8 régions d'Allemagne plus le champion sortant, le Phönix Karlsruhe. Le championnat national est disputé sous forme de coupe à élimination directe. Pour la première fois, une autre ville que Berlin engage plusieurs équipes dans la compétition. En effet, Karlsruhe présente 2 équipes : le Phönix, champion d'Allemagne en titre, et le Karlsruher FV, champion régional du Sud. 
C'est d'ailleurs le SC Karlsruher qui remporte le titre national, pour la première fois de son histoire, après avoir battu son rival en demi-finale. Cette rencontre est historique puisque pour la première fois de l'histoire du championnat, 2 clubs de la même ville s'affrontent en compétition nationale.

## Les 9 clubs participants
(entre parenthèses, la région d'appartenance du club)
- Prussia Samland Königsberg (Baltique)
- BFC Preussen (Berlin)
- TuFC Tasmania Rixdorf (Markischer)
- VfB Leipzig (Centre)
- Holstein Kiel (Nord)
- Karlsruher FV (Sud)
- VfR 1897 Breslau (Sud-Est)
- Duisbourg SV (Ouest)
- Phönix Karlsruhe (champion en titre)

## Compétition
La compétition a lieu sous forme de coupe, avec match simple.

### Barrage
| 10 avril 1910 | Prussia Samland Königsberg | 1 - 5 | TuFC Tasmania Rixdorf | Königsberg |  |
|               |                            |       |                       |            |  |

### Tableau final
|  | Quarts de finale                | Quarts de finale                | Quarts de finale                | Quarts de finale                |                    |                    | Demi-finales             | Demi-finales             | Demi-finales             | Demi-finales             |  |  | Finale                | Finale                | Finale                | Finale                |
|  |                                 |                                 |                                 |                                 |                    |                    |                          |                          |                          |                          |  |  |                       |                       |                       |                       |
|  | 17 avril 1910 à Mönchengladbach | 17 avril 1910 à Mönchengladbach | 17 avril 1910 à Mönchengladbach | 17 avril 1910 à Mönchengladbach |                    |                    | 1er mai 1910 à Karlsruhe | 1er mai 1910 à Karlsruhe | 1er mai 1910 à Karlsruhe | 1er mai 1910 à Karlsruhe |  |  | 15 mai 1910 à Cologne | 15 mai 1910 à Cologne | 15 mai 1910 à Cologne | 15 mai 1910 à Cologne |
|  | 17 avril 1910 à Mönchengladbach | 17 avril 1910 à Mönchengladbach | 17 avril 1910 à Mönchengladbach | 17 avril 1910 à Mönchengladbach |                    |                    | 1er mai 1910 à Karlsruhe | 1er mai 1910 à Karlsruhe | 1er mai 1910 à Karlsruhe | 1er mai 1910 à Karlsruhe |  |  | 15 mai 1910 à Cologne | 15 mai 1910 à Cologne | 15 mai 1910 à Cologne | 15 mai 1910 à Cologne |
|  | Karlsruher FV                   | Karlsruher FV                   | 1                               | 1                               |                    |                    | 1er mai 1910 à Karlsruhe | 1er mai 1910 à Karlsruhe | 1er mai 1910 à Karlsruhe | 1er mai 1910 à Karlsruhe |  |  | 15 mai 1910 à Cologne | 15 mai 1910 à Cologne | 15 mai 1910 à Cologne | 15 mai 1910 à Cologne |
|  | Karlsruher FV                   | Karlsruher FV                   | 1                               | 1                               |                    |                    | 1er mai 1910 à Karlsruhe | 1er mai 1910 à Karlsruhe | 1er mai 1910 à Karlsruhe | 1er mai 1910 à Karlsruhe |  |  | 15 mai 1910 à Cologne | 15 mai 1910 à Cologne | 15 mai 1910 à Cologne | 15 mai 1910 à Cologne |
|  | Duisbourg SV                    | Duisbourg SV                    | 0                               | 0                               |                    |                    | 1er mai 1910 à Karlsruhe | 1er mai 1910 à Karlsruhe | 1er mai 1910 à Karlsruhe | 1er mai 1910 à Karlsruhe |  |  | 15 mai 1910 à Cologne | 15 mai 1910 à Cologne | 15 mai 1910 à Cologne | 15 mai 1910 à Cologne |
|  | Duisbourg SV                    | Duisbourg SV                    | 0                               | 0                               | Karlsruher FV      | Karlsruher FV      | 2                        | 2                        |                          |                          |  |  | 15 mai 1910 à Cologne | 15 mai 1910 à Cologne | 15 mai 1910 à Cologne | 15 mai 1910 à Cologne |
|  | 17 avril 1910 à Leipzig         |                                 |                                 |                                 | Karlsruher FV      | Karlsruher FV      | 2                        | 2                        |                          |                          |  |  | 15 mai 1910 à Cologne | 15 mai 1910 à Cologne | 15 mai 1910 à Cologne | 15 mai 1910 à Cologne |
|  |                                 |                                 | Phönix Karlsruhe T              | Phönix Karlsruhe T              | 1                  | 1                  |                          |                          |                          |                          |  |  | 15 mai 1910 à Cologne | 15 mai 1910 à Cologne | 15 mai 1910 à Cologne | 15 mai 1910 à Cologne |
|  | VfB Leipzig                     | VfB Leipzig                     | Phönix Karlsruhe T              | Phönix Karlsruhe T              | 1                  | 1                  | 1                        | 1                        |                          |                          |  |  | 15 mai 1910 à Cologne | 15 mai 1910 à Cologne | 15 mai 1910 à Cologne | 15 mai 1910 à Cologne |
|  | VfB Leipzig                     | VfB Leipzig                     | 1er mai 1910 à Hambourg         |                                 |                    |                    | 1                        | 1                        |                          |                          |  |  | 15 mai 1910 à Cologne | 15 mai 1910 à Cologne | 15 mai 1910 à Cologne | 15 mai 1910 à Cologne |
|  | Phönix Karlsruhe T              | Phönix Karlsruhe T              | 2                               | 2                               |                    |                    |                          |                          |                          |                          |  |  | 15 mai 1910 à Cologne | 15 mai 1910 à Cologne | 15 mai 1910 à Cologne | 15 mai 1910 à Cologne |
|  | Phönix Karlsruhe T              | Phönix Karlsruhe T              | 2                               | 2                               | Karlsruher FV a.p. | Karlsruher FV a.p. | 1                        | 1                        |                          |                          |  |  |                       |                       |                       |                       |
|  | 17 avril 1910 à Hambourg        |                                 |                                 |                                 | Karlsruher FV a.p. | Karlsruher FV a.p. | 1                        | 1                        |                          |                          |  |  |                       |                       |                       |                       |
|  |                                 |                                 | Holstein Kiel                   | Holstein Kiel                   | 0                  | 0                  |                          |                          |                          |                          |  |  |                       |                       |                       |                       |
|  | Holstein Kiel                   | Holstein Kiel                   | Holstein Kiel                   | Holstein Kiel                   | 0                  | 0                  | 4                        | 4                        |                          |                          |  |  |                       |                       |                       |                       |
|  | Holstein Kiel                   | Holstein Kiel                   |                                 |                                 |                    |                    |                          |                          |                          |                          |  |  |                       |                       |                       |                       |
|  | BFC Preussen                    | BFC Preussen                    | 1                               | 1                               |                    |                    |                          |                          |                          |                          |  |  |                       |                       |                       |                       |
|  | BFC Preussen                    | BFC Preussen                    | 1                               | 1                               | Holstein Kiel      | Holstein Kiel      | 6                        | 6                        |                          |                          |  |  |                       |                       |                       |                       |
|  | 17 avril 1910 à Berlin          |                                 |                                 |                                 | Holstein Kiel      | Holstein Kiel      | 6                        | 6                        |                          |                          |  |  |                       |                       |                       |                       |
|  |                                 |                                 | TuFC Tasmania Rixdorf           | TuFC Tasmania Rixdorf           | 0                  | 0                  |                          |                          |                          |                          |  |  |                       |                       |                       |                       |
|  | TuFC Tasmania Rixdorf           | TuFC Tasmania Rixdorf           | TuFC Tasmania Rixdorf           | TuFC Tasmania Rixdorf           | 0                  | 0                  | 2                        | 2                        |                          |                          |  |  |                       |                       |                       |                       |
|  | TuFC Tasmania Rixdorf           | TuFC Tasmania Rixdorf           |                                 |                                 |                    |                    |                          | 2                        |                          |                          |  |  |                       |                       |                       |                       |
|  | VfR 1897 Breslau                | VfR 1897 Breslau                | 1                               | 1                               |                    |                    |                          |                          |                          |                          |  |  |                       |                       |                       |                       |
|  | VfR 1897 Breslau                | VfR 1897 Breslau                | 1                               | 1                               |                    |                    |                          |                          |                          |                          |  |  |                       |                       |                       |                       |
|  |                                 |                                 |                                 |                                 |                    |                    |                          |                          |                          |                          |  |  |                       |                       |                       |                       |

## Bilan de la saison
| Tableau d'Honneur                   |               |
| Compétition                         | Vainqueur     |
| Championnat d'Allemagne de football | Karlsruher FV |